# Chef de poste (renseignement)
Pour les articles homonymes, voir Chef de poste.
Le chef de poste (ou chef de station) est un officier de renseignement, généralement expérimenté, qui est chargé de diriger sous couverture diplomatique les activités du service de renseignement dans une capitale donnée.
Il est désigné sous le nom de chief of station (COS) par la Central Intelligence Agency ou encore rézidiente par les services soviétiques et russes.

## Direction générale de la Sécurité extérieure
Au milieu des années 1950, le poste du Service de documentation extérieure et de contre-espionnage (SDECE) à Moscou avait pour chef l'attaché naval, et comprenait les deux ou trois attachés militaires adjoints, l'attaché naval adjoint et l'attaché de l'air adjoint. Dans les pays satellites, c'étaient les attachés militaires en titre qui dépendaient du SDECE. 
Le SDECE puis la direction générale de la Sécurité extérieure (DGSE) peut avoir plusieurs postes dans la même capitale. Ainsi, au milieu des années 1980, la DGSE avait à Dakar un poste clandestin du service de recherche (SR) sous couverture diplomatique à l'ambassade de France (avec un chef de poste et son secrétaire), un poste de liaison et de renseignement (PLR) auprès des services sénégalais qui dépendait aussi du SR, un poste du contre-espionnage (CE) comptant quatre ou cinq hommes, plus un conseiller à la sécurité à la présidence sénégalaise et un poste de liaison (peut-être avec d'autres institutions comme le ministère de l'Intérieur).

### Liste des chefs de poste du SDECE et de la DGSE connus
| Nom du chef de poste        | Ville de résidence | Année                       | Événement notable                                                                                        |
| --------------------------- | ------------------ | --------------------------- | --- |
| Maurice Robert              | Dakar              | 1955-1959                   | |
| Jean Deuve                  | Tokyo              | 1965-1968                   | |
| Jacques Sales               | Libreville         | années 1980 (pendant 8 ans) | |
| Philippe Thyraud de Vosjoli | Washington D.C.    | 1951-1963                   | aurait fait défection aux États-Unis                                                                     |
| Pierre Latanne              | Brasilia           | 1975-1979 1983-1986         | seul poste en Amérique du Sud, couvrant essentiellement le Brésil, l'Argentine, l'Uruguay et le Paraguay |
| « XXX »                     | Lusaka             | 1980-1983                   | Poste surveillant la « ligne de front » des pays d'Afrique australe opposés à l'Afrique du Sud           |
| Dominique Fonvielle         | Dakar              | 1985-1989                   | Chef du poste SR                                                                                         |
| Paul Fontbonne              | Khartoum           | 1990                        | aurait accompagné la prise de pouvoir d'Idriss Déby au Tchad                                             |
| Jean-Claude Guillot         | Tokyo              | 1996-1998                   | a envoyé le message prétendant que Jacques Chirac possédait un compte au Japon                           |

## Central Intelligence Agency

### Rôle
Le chef de poste est le plus haut représentant de la CIA dans le pays donné, il est chargé de la collecte du renseignement dans ce pays par les méthodes « sources ouvertes » (par exemple lecture de la presse) ou clandestines (écoutes, recrutement d'agents), ou contre les pays voisins (par exemple, la station de la CIA à Riyad sert aussi à travailler sur l’Iran) selon les directives de la Division géographique dont elle dépend. Les chefs de station ont aussi la possibilité d’envoyer au quartier des « Aardwolf », rapports décrivant la situation dans le pays.
Le rôle des chefs de poste de la CIA a encore été renforcé au sein même des représentations des services secrets américains à l’étranger par une directive du directeur du renseignement national (DNI) John Negroponte en date de mai 2005, qui indique que les chefs de station doivent représenter au niveau local le DNI, d’une part, et d’autre part doivent lui en référer si une question posée concerne plusieurs services de renseignements.
Les officiers de la CIA qui dirigent une équipe dans les consulats américains sont appelés les chefs de base (COB).

### Organisation
La direction des Opérations de la CIA est organisé en six divisions géographiques (Eurasie, qui comprend entre autres plusieurs pays de l’ex-URSS ; Europe de l'Ouest ; Moyen-Orient et Asie du Sud ; Amérique latine ; Extrême-Orient ; et Afrique), chacune a donc des stations de la CIA dans les capitales des pays qu’elle supervise.
Pour remplir sa tâche, le COS dispose d’un adjoint (deputy chief of station, DCOS) ainsi que d’officiers traitants, d’analystes, experts en communications, secrétaires, avec des effectifs plus ou moins importants selon la station et ses objectifs. Par exemple, l’antenne de la CIA à Moscou comptait au milieu des années 1980 entre 8 et 12 officiers, celle de Paris qui avait ses bureaux 58 bis, rue La Boétie de 1948 à 2003, 70.
Généralement, un officier de la CIA n’est chef de poste dans un pays donné que pour une durée de 2 à 3 années avant d'être muté ailleurs.

### Liste des chefs de poste de la CIA connus
| Nom du chef de poste    | Ville de résidence               | Année     | Événement notable                                                                                         |
| ----------------------- | -------------------------------- | --------- | --- |
| Richard L. Holm         | Paris                            |           | expulsé en 1995 pour espionnage économique                                                                |
| Richard Welch           | Athènes                          | 1975      | assassiné en 1975                                                                                         |
| Michael Sulick          | Moscou                           | 1994-1996 | |
| Michael Sulick          | Varsovie                         | 1996-1999 | |
| Stephen Kappes          | Moscou                           | 1996-1999 | devenu directeur adjoint de la CIA                                                                        |
| José A. Rodriguez       | Panama, Mexico et Saint-Domingue |           | devenu directeur du National Clandestine Service                                                          |
| Mark Kelton (en)        | Islamabad                        | 2011      | identité révélée à la presse, probablement par l'ISI en rétorsion de l'opération contre Oussama ben Laden |
| John O. Brennan         | Djeddah                          | 1982-1984 | devenu directeur de la CIA en 2013                                                                        |
| Charles Whitehurst      | Vientiane                        | 1962-1964 | |
| Charles Cogan           | Paris                            | 1984-1989 | |
| Donald Gregg (en)       | Séoul                            |           | |
| Charlie Seidel          | Bagdad                           |           | premier chef de poste à Bagdad après la chute du régime baasiste en 2003                                  |
| Henry Hecksher          | Vientiane                        | 1957-1960 | |
| Henry Hecksher          | Caracas                          | 1964-1967 | |
| Henry Hecksher          | Santiago du Chili                | 1967-1970 | |
| John Belligham          | Katmandou                        | 1974      | a recruté Leonid Polechtchouk                                                                             |
| Rolf Mowatt-Larssen     | Moscou                           | 1994      | par intérim à la suite de l'expulsion du chef de poste James L. Morris en mars 1994                       |
| Rolf Mowatt-Larssen     | Zurich                           | 1994-1996 | |
| Rolf Mowatt-Larssen     | Oslo                             | 1998-2000 | |
| James L. Morris         | Moscou                           | 1994      | expulsé en mars 1994                                                                                      |
| Albert Dunbar Wedemeyer | Mexico                           | 1982-1985 | |
| Robert Fulton           | Moscou                           | 1975-1977 | |

## Bundesnachrichtendienst

### Liste des chefs de poste du Bundesnachrichtendienst connus
| Nom du chef de poste | Ville de résidence | Année     | Événement notable                            |
| -------------------- | ------------------ | --------- | -------------------------------------------- |
| Eberhard Blum        | Londres            | 1964-1968 | devenu directeur du Bundesnachrichtendienstt |
| Eberhard Blum        | Washington         | 1970      |                                              |